# El Kabir Pene
El Kabir Pene (Thiès, 18 dicembre 1984) è un ex cestista senegalese.

## Carriera
Con il Senegal ha disputato i Campionati mondiali del 2006.